# Brăilský most
Brăilský most přes Dunaj (rumunsky Podul peste Dunăre de la Brăila) je silniční visutý most v Rumunsku přes Dunaj u města Brăila, otevřený v červenci 2023. Je to poslední most na toku Dunaje před jeho ústím do Černého moře, a s délkou 2,2 km jde o nejdelší most přes Dunaj a třetí nejdelší visutý most v Evropské unii. Most výrazně zlepšuje spojení mezi rumunským vnitrozemím a přímořskou oblastí Dobrudža a je jednou z klíčových dopravních staveb pro budovanou Dolnodunajskou metropolitní zónu. Most navrhlo a postavilo italsko-japonské konsorcium, stavbu z více než 70 % zafinancovala EU z kohezního fondu.